# Lajtai Lajos
Lajtai Lajos, született Liebermann Lajos Manó (Budapest, 1900. április 13. – Budapest, 1966. január 12.) magyar operettszerző, zeneszerző.

## Élete
Liebermann Ábrahám kereskedő és Kornblüh Sprince (1874–1939) fia. Az érettségi után a bécsi Exportakadémia hallgatója volt. Bécsben tanult zenét is. 1918 márciusában bevonult katonának.
Az 1920-as évek elején mutatták be első revüit Bécsben. A régi nyár című darabjával nemzetközi sikert ért el. 1923-ban hozták színre először első operettjét Budapesten (Az asszonyok bolondja, Budai Színkör), azt követte a Mesék az írógépről (Városi Színház, 1925); A régi nyár (Budai Színház, 1928) stb. A nácizmus előretörése vetett véget hazai sikersorozatának 1935-ben. Párizson keresztül Svédországba emigrált.
1945 után gyakran ellátogatott Budapestre. Számos dala megtartotta népszerűségét. A második világháborút követően mindössze egyetlen új művet  komponált, a Három tavasz címmel. A mű Kellér Dezső librettóján alapul és korábbi műveinek legsikeresebb számait dolgozta fel benne újra. A darabot 1958-ban mutatták be a budapesti Operettszínházban.
Felesége Bea Zoltana (Zoltán Erzsébet Aliz) revütáncosnő volt, akivel 1933. december 5-én kötött házasságot Budapesten, a Józsefvárosban.
1966. január 12-én Budapesten, a szállodai szobájában hunyt el.
Sírja a Kozma utcai izraelita temetőben található.
A pályatársak és színészek szeretettel őrzik emlékét, mert rokonszenves és szerény ember volt, aki szinte szégyenlősen vette tudomásul a taps, az újrázás, az újra és újra szétnyíló függöny boldogító élményét.

## Művei

### Dalok
- Hétre ma várom a Nemzetinél (a Mesék az írógépről c. operettből)
- Legyen a Horváth kertben Budán…
- Jöjjön ki Óbudára…
- Hol van az a nyár…
- Én édes Katinkám…
- Jöjj vissza, csókos ifjú nyár (a Dolly c. operettből)

### Operettek, bohózatok
- Asszonyok bolondja (1923, operett 3 felvonásban. Társszerző: Bródy István)
- Az alvó feleség (1924, énekes-táncos bohózat 4 felvonásban. Társszerzők: Feld Mátyás és Harmath Imre)
- A meztelen Pest (1925, énekes-táncos revü 12 képben, Szövegét írta: Feld Mátyás. Zenéjét Radó Józseffel írta)
- Az ártatlan özvegy (1925, operett 3 felvonásban. Írta Gavault és Charvey eszméje után: Harmath Imre)

- Mesék az írógépről (1927, operett 3 felvonásban. Szövegét írták Szomaházy István regénye alapján ifj. Békeffi István) (Ebből az operettből 1931-ben egy német filmoperett is készült "Die Privatsekretärin" címmel, Franz Schulz átiratában, de ennek a zenéjét Ábrahám Pál szerezte.)
- A régi nyár (1928, nagyoperett 3 felvonásban, 7 képben. Szövegét írta: ifj. Békeffi István)
- Párisi divat (1928, operett 3 felvonásban. Szövegét írta: ifj. Békeffi István)

- Sisters - Kis táncosnő (Nővérek)(1930, operett 3 felvonásban, 9 képben. Szövegét írta: Békeffi István)
- Lila test, sárga sapka (1930, nagyoperett 3 felvonásban, 6 képben. Szomaházy István regényéből írták: Békeffi László és Békeffi István)
- Az okos mama (1930, énekes komédia 5 képben, a szövegkönyvet Szenes Béla ötletére írta Békeffi István)
- Őfelsége frakkja (1931,operett 3 felvonásban, előjátékkal, versek Békeffi István)
- A fekete lány (1932)
- Régi orfeum (1932)
- A Rotschildok (1932, operett, szövegkönyv Martos Ferenc; versek Békeffi István)
- Sült galamb (1933)
- Nápolyi kaland (1934)
- Tonton (1935)
- Három tavasz (1958, versek: Szenes Iván, Kellér Dezső)
- Amikor a kislányból nagylány lesz (operett 3 felvonásban, szöveg Békeffi István)